# 福岡市立姪浜中学校
福岡市立姪浜中学校（ふくおかしりつめいのはまちゅうがっこう）は、福岡県福岡市西区愛宕浜1丁目にある公立中学校。通称「姪中（めいちゅう）」。

## 校勢
2023年6月20日現在
- 学級数 - 単式学級26学級、特別支援学級3学級
- 生徒数 - 848人（うち特別支援学級21人）

福岡市有数のマンモス校である。

## 沿革
1947年（昭和22年）姪浜小学校の北側に開校。その後、周辺地域の人口増加に伴い1980年に内浜中学校に分離した。1983年最寄り駅である国鉄姪浜駅が福岡市営地下鉄のターミナル駅としての機能を備え、さらに1991年には西福岡マリナタウンが宅地造成されたことなどにより人口・生徒数が増加、さらに校舎の老朽化や今後の生徒増加への対策が迫られ、2003年以降市議会による協議の末、周辺小学校も含めた校区再編を行うこととなった。2006年西福岡マリナタウン地区に新築移転した。内装は、赤や黒、各階が統一された色を使用し、校舎中央を一列で貫く大階段を配置するなど、モダンなデザインになっている。
旧校舎は姪北小学校として修築し使用している。

### 年表
- 1947年(昭和22年)　- 学制改革の施行により、西区姪の浜2丁目に姪浜中学校開校(青年学校校舎、姪浜小学校の1棟10教室を借用して)
- 1951年(昭和26年)　- 能古分校を能古中学校として分離
- 1952年(昭和27年)　- 同窓会結成
- 1956年(昭和31年)　- 創立10周年記念式典、校歌制定
- 1963年(昭和38年)　- 特殊学級設置
- 1980年(昭和55年)　- 内浜中学校分離
- 2003年(平成15年)　- 西区愛宕浜1丁目に学校を移転し2006年4月に開校することが決定
- 2005年(平成17年)　- 通学区域決定。新校舎工事
- 2006年(平成18年)　- 姪浜中学校移転、及び開校記念式典開催
- 2009年(平成21年)　- 少人数学級(35人学級)導入

## 概要
- 地域から愛される姪中、憧れられる姪中を目指し、挨拶運動や清掃に力を入れるなど、「明るく元気にカラッと爽やかな中学生らしい中学生」の育成を目指している。
- 昭和末期までは荒れた校風で知られていたが、現在は職員や生徒会の尽力により、ほぼ全ての生徒が規律正しい学校生活を送っていると言われる。（実際には大小あれど問題は発生している。）
- 生徒には、学年によって青・赤・緑の学年色が割り当てられる。（2023年度現在、3年生が青、2年生が緑、1年生が赤色である。）この学年色は、名札の校章の下地色など生徒のほとんどの持ち物に反映され、3年間そのまま使用される。そのため、生徒たちは体操服のパンツの色にちなみ、自らを学年ごとに「アカパン」「アオパン」「ミドパン」と呼ぶことがある。
- 制服は福岡市中学校標準服（男子ブレザー、女子ブレザー（夏季はノースリーブジャンパースカートと半袖シャツ））を採用している。
- 福岡市内で最後まで「男子の頭髪は丸刈り」の校則が残っていた中学校の一つであったが、1994年度を以て廃止され、男子の頭髪は校則で制限されなくなった。勿論、過度の長髪や染髪には制限が入る。

## 年間行事
- 4月 始業式、入学式
- 4月-5月 家庭訪問
- 6月 体育大会
- 7月 終業式
- 8月 始業式
- 9月 自然教室（1年生）、職場体験（2年生）
- 10月 合唱コンクール
- 11月 姪中フェスタ、持久走・駅伝大会
- 12月 修学旅行（2年生）、終業式
- 1月 始業式
- 2月-3月 3年生を送る会
- 3月 卒業式、終業式

※学校行事の案内や先生の訓示などで、体育大会、合唱コンクール、持久走・駅伝大会を「姪中3大行事」と総称することがある。

## 部活動
- 陸上競技部（短距離）
- 陸上競技部（駅伝競走）
- 軟式野球部
- サッカー部
- バレーボール部（男子・女子）
- ソフトテニス部（男子・女子）
- バスケットボール部（男子・女子）
- 卓球部（男子・女子）
- 剣道部（男子・女子）
- 柔道部（男子・女子）
- 吹奏楽部
- 美術部
- 放送部

※2022年現在13の部が活動している。学校側が部活動に所属することを推奨しており、八割近くの生徒が部活動に所属している。

### 主な戦績・実績
- 陸上競技部（短距離）：2017年　全国中学校体育大会　全国大会出場
- 陸上競技部（駅伝競走）：2016年　 福岡市 中学校新人駅伝競走大会　女子の部　優勝
- サッカー部：2017年　中学校総合体育大会　九州大会　6位
- 吹奏楽部：コンクール全国大会　5度出場、2018年　第66回全日本吹奏楽コンクール　金賞受賞

2022年  第67回九州吹奏楽コンクール金賞受賞   2023年   第48回九州アンサンブルコンテスト金賞受賞
2023年度    台湾玉山銀行福岡支店開業記念で開かれた演奏会に出演
第68回九州吹奏楽コンクール 金賞代表
第71回全日本吹奏楽コンクール銀賞受賞
自由曲:黎明のエスキース/阿部勇一 中学校の部初演
2024年  49回九州アンサンブルコンテスト金賞
- 放送部：2016年　NHK杯全国中学校放送コンテスト　アナウンス部門　出場

## 校区
- 福岡市西区のうち、以下の区域 [4]
- 姪浜小学校通学区域の一部
  - 姪の浜一丁目、二丁目の一部
- 姪北小学校通学区域
  - 小戸一丁目、二丁目
  - 姪の浜二丁目の一部、三丁目の一部、四丁目、六丁目
- 愛宕小学校通学区域
  - 愛宕一丁目、二丁目、三丁目、四丁目
  - 愛宕浜二丁目（1番、2番）
  - 豊浜一丁目、二丁目、三丁目
- 愛宕浜小学校 通学区域
  - 愛宕浜一丁目、二丁目（1番、2番を除く）、三丁目、四丁目
  - 姪の浜二丁目の一部、三丁目の一部

### 校区が隣接する中学校
- 福岡市立百道中学校
- 福岡市立内浜中学校
- 福岡市立能古中学校

### 周辺
校舎が建つ愛宕浜地区（西福岡マリナタウン）は博多湾を埋め立てて造成された閑静な住宅地である。
校区内は旧唐津街道、元寇防塁など歴史的な建造物と姪浜駅、大型商業施設、公共施設があり、市内でも住環境として利便性が高い地域であるため、大規模高層マンションなども増え、人口が増加している。

### 校区内の主な施設
- 福岡マリナタウン郵便局（愛宕浜1丁目）
- 愛宕浜中央公園（愛宕浜3丁目）
- 福岡市立福岡女子高等学校（愛宕浜3丁目）
- 福岡市営渡船 姪浜旅客待合所（愛宕浜3丁目）（一般的には「能古渡船場」と呼ばれる）
- 西日本鉄道愛宕浜自動車営業所（愛宕浜3丁目）
- 姪浜漁港（愛宕浜4丁目）
- 鷲尾愛宕神社（愛宕2丁目）
- 観音寺保育園（愛宕2丁目）
- 愛宕郵便局（愛宕2丁目）
- イオンマリナタウン店（豊浜3丁目）（旧ショッパーズモールマリナタウン）
- マリナタウン海浜公園（愛宕浜2丁目）
- あたごはま幼稚園（姪の浜2丁目）
- あたごはま保育園（姪の浜2丁目）
- 姪の浜警部交番（姪の浜3丁目）
- 姪浜郵便局（姪の浜3丁目）
- 唐津街道（姪の浜3丁目）
- 姪浜住吉神社（姪の浜3丁目）
- 姪浜保育所（姪の浜3丁目）
- 福岡市営地下鉄姪浜駅（姪の浜4丁目）
- えきマチ1丁目姪浜（姪の浜4丁目：姪浜駅構内・旧:姪浜デイトス）
- 福岡市消防局 西消防署姪浜出張所（姪の浜4丁目）
- ときわ幼稚園（姪の浜4丁目）
- 元寇防塁（小戸1丁目）
- 小戸公園（小戸2丁目）
- マリノアシティ福岡・西福岡マリーナ　マリノア（小戸2丁目）

## 交通
- 福岡市地下鉄空港線およびJR筑肥線姪浜駅より徒歩30分
- 西鉄バス愛宕浜1丁目バス停